# Roberto Ferreiro
Roberto Ferreiro (Avellaneda, 1935. április 25. – 2017. április 20.) válogatott argentin labdarúgóedző.
Az argentin válogatott tagjaként részt vett az 1963-as dél-amerikai bajnokságon és az 1966-os angliai világbajnokságon.

## Sikerei, díjai

### Játékosként
Independiente
- Argentin bajnok (3): 1960, 1963, 1967
- Copa Libertadores (2): 1964, 1965
- Interkontinentális kupa döntős (2): 1964, 1965

Argentína
- Dél-amerikai bajnokság bronzérmes (1): 1963

### Edzőként
Independiente
- Copa Libertadores (2): 1973, 1974
- Interkontinentális kupa győztes (1): 1973
- Interkontinentális kupa döntős (1): 1974
- Copa Interamericana győztes (1): 1973
- Copa Interamericana döntős (1): 1974